# 김형섭 (1878년)
김형섭(金亨燮, 1878년 음력 1월 7일 ~ 1929년 12월 11일)은 대한제국과 일제강점기의 군인이다.

## 생애
1895년에 일본 유학생으로 뽑혀 도쿄에 파견되었고, 게이오의숙에 입학했다. 1897년에 게이오의숙 보통과를 졸업하고 1898년 일본육군사관학교에 입학했다. 1899년에 일본육사를 제11기로 졸업했다.
이후 귀국하여 대한제국 무관으로 복무했고, 대한제국 육군무관학교 교관을 지냈다. 1900년에 다시 일본에 유학하고 훈련 참관 목적 등으로 자주 일본을 오갔고, 1901년에 일본 정부로부터 훈6등 욱일장을 수여받는 등 대표적으로 일본과 가까운 성향의 장교였다.
1904년에는 유길준과 관련된 일심회 사건에 휘말리기도 했다. 개화파 일본 유학생들이 대한제국 고종을 폐하려 군부의 청년 장교들과 모의했다는 이 사건으로 전라남도의 섬에 유배되었으나, 일본이 러일 전쟁에서 승리하자 1905년에 풀려나 육군 참위로 임명되는 등 공병 장교로 복귀했다.
1907년에 정위로 승진한 뒤 대한제국 군대 해산으로 군대가 해산되었다. 일본 제국은 군대 해산 후 친위부에 일본육사 출신 장교를 배치하여 완충 역할을 맡겼고, 김형섭도 육군 참령으로 친위부에 배속되었다.
1910년 한일 병합 조약이 체결된 뒤 조선주차군사령부에서 계속 근무하면서, 일본군 보병 대좌까지 승진했다. 한국병합기념장과 다이쇼대례기념장을 수여받았으며, 1920년에 일본 정부로부터 훈5등 서보장을 수여받은 바 있다.
2008년 민족문제연구소가 발표한 친일인명사전 수록예정자 명단 중 군 부문에 선정되었다.

## 같이 보기
- 일본육군사관학교

## 참고 자료
- 김형섭(金亨燮) - 국사편찬위원회
- https://encykorea.aks.ac.kr/Article/E0011058